# ۲۱۶ (عدد)
۲۱۶ یک عدد طبیعی است که بعد از ۲۱۵ و قبل از ۲۱۷ قرار دارد.